# 壳中少女
《壳中少女》（日语：マルドゥック・スクランブル）是由日本轻小说作家冲方丁（冲方 丁）撰写的系列小说，第24回日本SF大賞受賞作品。由《压缩》、《燃烧》及《排气》三部组成。崛2005年发布过将系列小说改编为OAD动画系列的消息，最终于2006年夭折。此后，该计划以改编为剧场版动画三部曲的形式复活。2010年11月6日，改编自同名小说第一部《压缩》的电影动画上映。2011年9月3日，改编自《燃烧》的第二部剧场版上映。2012年9月29日，第三部劇場版《排氣》上映。

## 故事內容
主人公露恩·芭洛特是生活在馬杜克市的雛妓。
無依無靠的她被經營著賭場的野心家榭爾撿到之後，榭爾給予了芭洛特一切，虛假的出身，虛假的過去，虛假的現實，徹頭徹尾的簡直像要重新書寫一個人的人格一樣。
芭洛特學會了把自己的心封閉在殼裡，漸漸的習慣了日復一日封閉自己的生活。芭洛特明知應該感激給予自己一切的榭爾，卻又忍不住想知道自己是誰，一旦想起悲慘的過去，卻只能感激現在的一切。
一次，芭洛特忍不住用電腦搜索自己的經歷，這一次的過錯，改變了她的人生……
榭爾知道了她的舉動之後，決定將她燒死。芭洛特在死亡線上掙扎了一圈之後終於保住性命。馬杜克市事件的負責人博士和烏夫庫克將她全身的皮膚用強化纖維再造，使她活了過來。
然而她卻不得不面臨新的選擇……馬杜克市有一個法令，以保護人命為目的的緊急法令——《馬杜克緊急法令－09（MardockScramble-09）》：「使用法令禁止的科學技術所特別許可的特殊能力。」
自己的存在價值，被追殺的原因，她將直面這一切殘酷的事實……

## 登場人物
露恩‧芭洛特（Rune Balot，聲優：林原惠）
本作女主角，曾是雛妓。小時候長期受到父親的性虐待，後來家庭變故，做了妓女，警察發現後被拘禁，此後內心一直封閉著。榭爾主動接近她並給了她一切，然而因“破壞規則”（榭爾所言，實際上是知道了不該知道的事），榭爾起了殺心，欲將其殺死，性命本來應該毀於那刻。
之後潛意識接受O9，被伊斯塔博士和烏夫庫克所救，並與烏夫庫克組成搭檔，答應其一起找尋榭爾犯罪的證據，同時尋找著自己的生存意義，封閉的內心也漸漸打開。再生後獲得了干擾電子設備的能力，但是沒有恢復發聲的能力。喜歡烏夫庫克。
烏夫庫克‧潘迪諾（OEuFcoque Penteano，聲優：八嶋智人）
私家偵探，平時形像是金黃色的老鼠，可變化成各種型態，如汽車導航系統、夜視鏡、老鼠、槍支等，也充當了芭洛特的“翻譯”。
性格嚴謹而正直，有原則性。誕生於“樂園”，被伊斯塔稱為“宇宙道具”，實際上應該是極其高等的人工生命體。前任搭檔是鮑伊德。最後為了回應芭洛特“我不想死”的吶喊，化作一把沒有扳機的槍親手殺死了鮑伊德。
伊斯特博士（Dr. Easter，聲優：東地宏樹）
私家偵探，芭洛特的主治醫生。曾在“樂園”工作過，推測是三位創始人之一的學生。一直在和烏夫庫克調查榭爾的犯罪證據，同時可證明烏夫庫克及其相關科技的有用性。在榭爾引燃汽車後與烏夫庫克及時救了芭洛特，之後說服芭洛特幫助他們一起指證榭爾，對於芭洛特的行動也給與了很大的幫助與支持，也是O9的執行人。
榭爾‧賽普提諾斯（Shell Septinos，聲優：中井和哉）
賭博師，是個很有野心的商人，通常都會帶著墨鏡。曾受到過母親的性虐待導致心理扭曲，專門接近有同樣經歷的女孩子然後把她們殺死，並將其骨灰做成製成藍鑽鑽戒。為了避免過多殺人造成的巨大心理壓力，榭爾每次殺人後都將自己的記憶去除，保留在外界介質中。
最後芭洛特（烏夫庫克）得到了他失去的記憶，榭爾的惡行也大白於天下。事情敗露後遭人追殺，最後被芭洛特歸還了記憶昏迷，又將榭爾扔到了下水道裡。芭洛特曾言，如果他恢復記憶他應該會停止殺人。
迪姆茲迪爾‧鮑伊德（Dimsdale Boiled，聲優：磯部勉）
私家偵探，被榭爾所雇用。能力亦誕生於“樂園”，有模擬重力的能力。以前因誤殺了自己多名夥伴而不得不選擇“獲得力量”，但是忘記了怎麼睡眠。殺過很多人，也正是於此烏夫庫克選擇離開了他。但是對烏夫庫克很執著，應該很珍惜它們之間的友情，不惜代價想奪回他，為此與榭爾聯手。實力很強，相當難以對付，不過最後還是被芭洛特（烏夫庫克）殺死。

## 出版書籍

### 小說
- 殼中少女（Hayakawa文庫JA、《次世代型作家のリアル・フィクション》）

| 冊數 | 早川書房 | 早川書房  | 早川書房           | 尖端出版社                 | 尖端出版社    | 尖端出版社         |
| 冊數 | 副標題   | 發售日期  | ISBN               | 副標題                     | 發售日期      | ISBN               |
| ---- | -------- | --------- | ------------------ | -------------------------- | ------------- | ------------------ |
| 1    |          | 2003年5月 | ISBN 4-15-030721-0 | The First Compression 壓縮 | 2006年1月23日 | ISBN 957-103-152-6 |
| 2    |          | 2003年6月 | ISBN 4-15-030726-1 | The Second Combustion 燃燒 | 2006年2月22日 | ISBN 957-103-162-3 |
| 3    |          | 2003年7月 | ISBN 4-15-030730-X | The Third Exhaust 排氣     | 2006年5月18日 | ISBN 957-103-214-X |

- 殼中少女 改訂新版（單行本、Hayakawa文庫JA）

2009年9月發售、ISBN 978-4-15-209153-6
- 殼中少女 完全版（Hayakawa文庫JA）

| 冊數 | 早川書房 | 早川書房      | 早川書房               |
| 冊數 | 副標題   | 發售日期      | ISBN                   |
| ---- | -------- | ------------- | ---------------------- |
| 1    |          | 2010年10月8日 | ISBN 978-4-15-031014-1 |
| 2    |          | 2010年10月8日 | ISBN 978-4-15-031015-8 |
| 3    |          | 2010年10月8日 | ISBN 978-4-15-031016-5 |

### 漫畫
| 冊數 | 講談社         | 講談社                 | 東立出版社    | 東立出版社             |
| 冊數 | 發售日期       | ISBN                   | 發售日期      | ISBN                   |
| ---- | -------------- | ---------------------- | ------------- | ---------------------- |
| 1    | 2010年3月17日  | ISBN 978-4-06-384278-4 | 2011年2月10日 | ISBN 978-986-10-6571-7 |
| 2    | 2010年8月17日  | ISBN 978-4-06-384353-8 | 2011年3月24日 | ISBN 978-986-10-6572-4 |
| 3    | 2010年10月15日 | ISBN 978-4-06-384389-7 | 2011年7月18日 | ISBN 978-986-10-6640-0 |
| 4    | 2011年1月7日   | ISBN 978-4-06-384408-5 | 2011年9月19日 | ISBN 978-986-10-7223-4 |
| 5    | 2011年6月9日   | ISBN 978-4-06-384499-3 | 2012年3月1日  | ISBN 978-986-10-8207-3 |
| 6    | 2011年12月9日  | ISBN 978-4-06-384574-7 | 2012年7月5日  | ISBN 978-986-10-9395-6 |
| 7    | 2012年6月8日   | ISBN 978-4-06-384698-0 | 2013年1月17日 | ISBN 978-986-31-7447-9 |

## 劇場版
- 第一部『殼中少女 壓縮』（Mardock Scramble The First Compression），2010年11月6日上映
- 第二部『殼中少女 燃燒』（Mardock Scramble The Second Combustion），2011年9月3日上映
- 第三部『殼中少女 排氣』（Mardock Scramble The Third Exhaust），2012年9月29日上映

### 聲優
- 露恩‧芭洛特：林原惠
- 烏夫庫克‧潘迪諾：八嶋智人
- 伊斯特博士：東地宏樹
- 謝爾‧賽普提諾斯：中井和哉
- 迪姆茲迪爾‧鮑伊德：磯部勉
- ウェルダン・ザ・プッシーハンド：田中正彦
- ミディアム・ザ・フィンガーネイル：若本規夫
- レア・ザ・ヘア：金井美香
- ミンチ・ザ・ウィンク：三宅健太
- フレッシュ・ザ・パイク：脇知弘
- トゥイードルディ：小林由美子
- トゥイードルディム：浪川大輔
- プロフェッサー・フェイスマン：有本欽隆
- オクタヴィア：勝田晶子
- ベル・ウィング：藤田淑子
- アシュレイ・ハーヴェスト：土師孝也
- マーロウ・ジョン・フィーバー：小野大輔
- 少女：瀬戸麻沙美

### 製作
- 原作、腳本：沖方丁
- 導演：工藤進
- 概念設計：菊田幸一
- 角色設計·總作畫監督：鈴木信吾、中井准
- 機械、武器射擊：大久保宏
- CGI董事：兒玉徹郎
- 色彩設計：海鉾重信
- 美術設定：臨澤良憲
- 美術監督：野村正信
- 攝影監督：福士享
- 音響監督：テクノサウンド
- 音響製作：Techno Sound
- 音樂：Conisch
- 音樂製作：スターチャイルドレコード
- 製作公司：GoHands
- 配給：アニプレックス

### 音樂
殼中少女 压缩
- 「アメイジング・グレイス for Balot」（主题曲，奇異恩典、Amazing Grace)

作詞：ジョン・ニュートン／作曲：Traditional／編曲：Conisch／主唱：本田美奈子
殼中少女 燃燒
- 「アヴェ・マリア for Balot」（主题曲，圣母颂 ave maria）

編曲：Conisch／主唱：本田美奈子
殼中少女 排氣
- 「つばさ」（主题曲）

作詞：岩谷時子／作曲：太田美知彥／編曲：Conisch／主唱：林原惠美
- 「アメイジング・グレイス コラボver」（插入曲，奇异恩典两人合唱版）

作詞：John Newton／日本語詞：岩谷時子／作曲：Traditional／編曲：Conisch／主唱：林原惠美、本田美奈子

## 外部連結
- 劇場版官網 （页面存档备份，存于）